# Independent Spirit Award per il miglior film
L'Independent Spirit Award per il miglior film (Independent Spirit Award for Best Feature) è un premio cinematografico assegnato annualmente dal 1986 dall'organizzazione non-profit IFP/West (ridenominata dal 2005 Film Independent) al miglior film indipendente statunitense.

## Vincitori e candidati
I vincitori sono indicati in grassetto, a seguire gli altri candidati.

### Anni 1980
- 1986: Fuori orario (After Hours), regia di Martin Scorsese
  - Blood Simple - Sangue facile (Blood Simple.), regia di Joel Coen
  - La prima volta (Smooth Talk), regia di Joyce Chopra
  - In viaggio verso Bountiful (The Trip to Bountiful), regia di Peter Masterson
- 1987: Platoon, regia di Oliver Stone
  - Velluto blu (Blue Velvet), regia di David Lynch
  - Daunbailò (Down by Law), regia di Jim Jarmusch
  - Nel giorno di San Valentino (On Valentine's Day), regia di Ken Harrison
  - Salvador, regia di Oliver Stone
  - Stand by Me - Ricordo di un'estate (Stand by Me), regia di Rob Reiner
- 1988: I ragazzi del fiume (River's Edge), regia di Tim Hunter
  - The Big Easy, regia di Jim McBride
  - Matewan, regia di John Sayler
  - Swimming to Cambodia, regia di Jonathan Demme
  - I ragazzi duri non ballano (Tough Guys Don't Dance), regia di Norman Mailer
- 1989: La forza della volontà (Stand and Deliver), regia di Ramón Menéndez
  - Grasso è bello (Hairspray), regia di John Waters
  - Patti Rocks, regia di David Burton Morris
  - La sottile linea blu (The Thin Blue Line), regia di Errol Morris
  - Amici, complici, amanti (Torch Song Trilogy), regia di Paul Bogart

### Anni 1990
- 1990: Sesso, bugie e videotape (Sex, Lies, and Videotape), regia di Steven Soderbergh
  - Drugstore Cowboy, regia di Gus Van Sant
  - Heat and Sunlight, regia di Rob Nilsson
  - Mystery Train - Martedì notte a Memphis (Mystery Train), regia di Jim Jarmusch
  - True Love, regia di Nancy Savoca
- 1991: Rischiose abitudini (The Grifters), regia di Stephen Frears
  - Henry, pioggia di sangue (Henry: Portrait of a Serial Killer), regia di John McNaughton
  - Tutti contro Harry (The Plot Against Harry), regia di Michael Roemer
  - Pump up the volume - Alza il volume (Pump Up the Volume), regia di Allan Moyle
  - To Sleep with Anger, regia di Charles Burnett
- 1992: Rosa Scompiglio e i suoi amanti (Rambling Rose), regia di Martha Coolidge
  - La città della speranza (City of Hope), regia di John Sayles
  - I migliori del Bronx (Hangin' with the Homeboys), regia di Joseph B. Vasquez
  - Homicide, regia di David Mamet
  - Belli e dannati (My Own Private Idaho), regia di Gus Van Sant
- 1993: I protagonisti (The Player), regia di Robert Altman
  - Il cattivo tenente (Bad Lieutenant), regia di Abel Ferrara
  - Gas, Food Lodging, regia di Allison Anders
  - Mississippi Masala, regia di Mira Nair
  - Qualcuno sta per morire (One False Move), regia di Carl Franklin
- 1994: America oggi (Short Cuts), regia di Robert Altman
  - Equinox, regia di Alan Rudolph
  - Il banchetto di nozze (Hsi yen), regia di Ang Lee
  - Molto rumore per nulla (Much Ado About Nothing), regia di Kenneth Branagh
  - Ruby in Paradiso (Ruby in Paradise), regia di Víctor Núñez
- 1995: Pulp Fiction, regia di Quentin Tarantino
  - Pallottole su Broadway (Bullets Over Broadway), regia di Woody Allen
  - Mrs. Parker e il circolo vizioso (Mrs. Parker and the Vicious Circle), regia di Alan Rudolph
  - Nightmare nuovo incubo (New Nightmare), regia di Wes Craven
  - Mangiare bere uomo donna (Yin shi nan nu), regia di Ang Lee
- 1996: Via da Las Vegas (Leaving Las Vegas), regia di Mike Figgis
  - The Addiction - Vampiri a New York (The Addiction), regia di Abel Ferrara
  - Si gira a Manhattan (Living in Oblivion), regia di Tom DiCillo
  - Safe, regia di Todd Haynes
  - Il segreto dell'isola di Roan (The Secret of Roan Inish), regia di John Sayles
- 1997: Fargo, regia di Joel Coen
  - Dead Man, regia di Jim Jarmusch
  - Fratelli (The Funeral), regia di Abel Ferrara
  - Stella solitaria (Lone Star), regia di John Sayles
  - Fuga dalla scuola media (Welcome to the Dollhouse), regia di Todd Solondz
- 1998: L'apostolo (The Apostle), regia di Robert Duvall
  - In cerca di Amy (Chasing Amy), regia di Kevin Smith
  - Prove d'accusa (Loved), regia di Erin Dignam
  - L'oro di Ulisse (Ulee's Gold), regia di Victor Nuñez
  - Sognando Broadway (Waiting for Guffman), regia di Christopher Guest
- 1999: Demoni e dei (Gods and Monsters), regia di Bill Condon
  - Affliction, regia di Paul Schrader
  - Claire Dolan, regia di Lodge Kerrigan
  - La figlia di un soldato non piange mai (A Soldier's Daughter Never Cries), regia di James Ivory
  - Velvet Goldmine, regia di Todd Haynes

### Anni 2000
- 2000: Election, regia di Alexander Payne
  - La fortuna di Cookie (Cookie's Fortune), regia di Robert Altman
  - L'inglese (The Limey), regia di Steven Soderbergh
  - Una storia vera (The Straight Story), regia di David Lynch
  - Sugar Town, regia di Allison Anders e Kurt Voß
- 2001: La tigre e il dragone (Wo hu cang long), regia di Ang Lee
  - Prima che sia notte (Before Night Falls), regia di Julian Schnabel
  - George Washington, regia di David Gordon Green
  - Ghost Dog - Il codice del samurai (Ghost Dog: The Way of the Samurai), regia di Jim Jarmusch
  - Requiem for a Dream, regia di Darren Aronofsky
- 2002: Memento, regia di Christopher Nolan
  - Hedwig - La diva con qualcosa in più (Hedwig and the Angry Inch), regia di John Cameron Mitchell
  - L.I.E., regia di Michael Cuesta
  - Things Behind the Sun, regia di Allison Anders
  - Waking Life, regia di Richard Linklater
- 2003: Lontano dal Paradiso (Far from Heaven), regia di Todd Haynes
  - The Good Girl, regia di Miguel Arteta
  - Lovely & Amazing, regia di Nicole Holofcener
  - Secretary, regia di Steven Shainberg
  - Tully, regia di Hilary Birmingham
- 2004: Lost in Translation - L'amore tradotto (Lost in Translation), regia di Sofia Coppola
  - American Splendor, regia di Shari Springer Berman e Robert Pulcini
  - In America - Il sogno che non c'era (In America), regia di Jim Sheridan
  - Long Way Home (Raising Victor Vargas), regia di Peter Sollett
  - L'inventore di favole (Shattered Glass), regia di Billy Ray
- 2005: Sideways - In viaggio con Jack (Sideways), regia di Alexander Payne
  - How to Get the Man's Foot Outta Your Ass, regia di Mario Van Peebles
  - Kinsey, regia di Bill Condon
  - Maria Full of Grace, regia di Joshua Marston
  - Primer, regia di Shane Carruth
- 2006: I segreti di Brokeback Mountain (Brokeback Mountain), regia di Ang Lee
  - Truman Capote - A sangue freddo (Capote), regia di Bennett Miller
  - Good Night, and Good Luck., regia di George Clooney
  - Il calamaro e la balena (The Squid and the Whale), regia di Noah Baumbach
  - Le tre sepolture (The Three Burials of Melquiades Estrada), regia di Tommy Lee Jones
- 2007: Little Miss Sunshine, regia di Jonathan Dayton e Valerie Faris
  - American Gun, regia di Aric Avelino
  - The Dead Girl, regia di Karen Moncrieff
  - Half Nelson, regia di Ryan Fleck
  - Il labirinto del fauno (El laberinto del fauno), regia di Guillermo del Toro
- 2008: Juno, regia di Jason Reitman
  - Io non sono qui (I'm Not There), regia di Todd Haynes
  - A Mighty Heart - Un cuore grande (A Mighty Heart), regia di Michael Winterbottom
  - Paranoid Park, regia di Gus Van Sant
  - Lo scafandro e la farfalla (Le scaphandre et le papillon), regia di Julian Schnabel
- 2009: The Wrestler, regia di Darren Aronofsky
  - Ballast, regia di Lance Hammer
  - Frozen River - Fiume di ghiaccio (Frozen River), regia di Courtney Hunt
  - Rachel sta per sposarsi (Rachel Getting Married), regia di Jonathan Demme
  - Wendy and Lucy, regia di Kelly Reichardt

### Anni 2010
- 2010: Precious, regia di Lee Daniels
  - (500) giorni insieme ((500) Days of Summer), regia di Marc Webb
  - Amreeka, regia di Cherien Dabis
  - Sin Nombre, regia di Cary Fukunaga
  - The Last Station, regia di Michael Hoffman
- 2011: Il cigno nero (Black Swan), regia di Darren Aronofsky
  - 127 ore (127 Hours), regia di Danny Boyle
  - Lo stravagante mondo di Greenberg (Greenberg), regia di Noah Baumbach
  - I ragazzi stanno bene (The Kids Are All Right), regia di Lisa Cholodenko
  - Un gelido inverno (Winter's Bone), regia di Debra Granik
- 2012: The Artist, regia di Michel Hazanavicius
  - 50 e 50 (50/50), regia di Jonathan Levine
  - Beginners, regia di Mike Mills
  - Drive, regia di Nicolas Winding Refn
  - Take Shelter, regia di Jeff Nichols
  - Paradiso amaro (The Descendants), regia di Alexander Payne
- 2013: Il lato positivo - Silver Linings Playbook (Silver Linings Playbook), regia di David O. Russell
  - Re della terra selvaggia (Beasts of the Southern Wild), regia di Benh Zeitlin
  - Bernie, regia di Richard Linklater
  - Keep the Lights On, regia di Ira Sachs
  - Moonrise Kingdom - Una fuga d'amore (Moonrise Kingdom), regia di Wes Anderson
- 2014: 12 anni schiavo (12 Years a Slave), regia di Steve McQueen
  - All Is Lost - Tutto è perduto (All Is Lost), regia di J.C. Chandor
  - Frances Ha, regia di Noah Baumbach
  - A proposito di Davis (Inside Llewyn Davis), regia di Joel ed Ethan Coen
  - Nebraska, regia di Alexander Payne
- 2015: Birdman, regia di Alejandro González Iñárritu
  - Boyhood, regia di Richard Linklater
  - I toni dell'amore - Love Is Strange (Love is Strange), regia di Ira Sachs
  - Selma, regia di Ava DuVernay
  - Whiplash, regia di Damien Chazelle
- 2016: Il caso Spotlight (Spotlight), regia di Tom McCarthy
  - Anomalisa, regia di Charlie Kaufman e Duke Johnson
  - Beasts of No Nation, regia di Cary Joji Fukunaga
  - Carol, regia di Todd Haynes
  - Tangerine, regia di Sean Baker

- 2017: Moonlight, regia di Barry Jenkins
  - American Honey, regia di Andrea Arnold
  - Chronic, regia di Michel Franco
  - Jackie, regia di Pablo Larraín
  - Manchester by the Sea, regia di Kenneth Lonergan

- 2018: Scappa - Get Out (Get Out), regia di Jordan Peele
  - Chiamami col tuo nome (Call Me by Your Name), regia di Luca Guadagnino
  - Un sogno chiamato Florida (The Florida Project), regia di Sean Baker
  - Lady Bird, regia di Greta Gerwig
  - The Rider - Il sogno di un cowboy (The Rider), regia di Chloé Zhao

- 2019: Se la strada potesse parlare (If Beale Street Could Talk), regia di Barry Jenkins
  - A Beautiful Day - You Were Never Really Here (You Were Never Really Here), regia di Lynne Ramsay
  - Eighth Grade - Terza media (Eighth Grade), regia di Bo Burnham
  - First Reformed - La creazione a rischio (First Reformed), regia di Paul Schrader
  - Senza lasciare traccia (Leave No Trace), regia di Debra Granik

### Anni 2020
- 2020: The Farewell - Una bugia buona (The Farewell), regia di Lulu Wang
  - Clemency, regia di Chinonye Chukwu
  - Diamanti grezzi (Uncut Gems), regia di Josh e Benny Safdie
  - Storia di un matrimonio (Marriage Story), regia di Noah Baumbach
  - La vita nascosta - Hidden Life (A Hidden Life), regia di Terrence Malick
- 2021[2]: Nomadland, regia di Chloé Zhao
  - First Cow, regia di Kelly Reichardt
  - Ma Rainey's Black Bottom, regia di George C. Wolfe
  - Mai raramente a volte sempre (Never Rarely Sometimes Always), regia di Eliza Hittman
  - Minari, regia di Lee Isaac Chung
- 2022: La figlia oscura (The Lost Daughter), regia di Maggie Gyllenhaal
  - A Chiara, regia di Jonas Carpignano
  - C'mon C'mon, regia di Mike Mills
  - The Novice, regia di Lauren Hadaway
  - Zola, regia di Janicza Bravo